# Coretti (Giotto)
I Coretti sono due affreschi (150x140 cm ciascuno) di Giotto, databili al 1306 circa e facenti parte del ciclo della Cappella degli Scrovegni a Padova. Si trovano nel registro inferiore dell'arco di trionfo della cappella, idealmente ai lati dell'altare.

## Descrizione e stile
I due riquadri inferiori lungo l'arcone vennero riempiti dalle rappresentazioni di due stanzette illusorie, composte da una volta a crociera, visibile da un arco a sesto acuto, una slanciata bifora gotica con quadrifoglio traforato nella ghiera, un lampadario appeso al centro, di una forma allora comune, fatto come una sorta di gabbia tenuta da una corda scorrevole con appesi dei contenitori in vetro in cui si metteva l'olio da illuminazione. Lanterne simili si trovano più volte anche nelle Storie di san Francesco ad Assisi. Significativo è il fatto che dalle finestre si intraveda un cielo che non è dell'azzurro lapislazzuli come nelle scene figurate, ma più tenue, facendo credere un pionieristico interesse per la resa atmosferica. 
Le due rappresentazioni sono celebri nella storia della rappresentazione pittorica della prospettiva per lo studio che ne fece Roberto Longhi nel 1952, seguito da Gioseffi, Gnudi e altri. Esse hanno infatti un andamento opposto (ottenuto ribaltando un medesimo cartone, sebbene con qualche differenziazione) e simulano con ottima approssimazione la veduta di due ambienti illusori, tra i più vicini alla realtà nella fase pre-brunelleschiana. Sebbene disegnati a mano libera essi rimandano a un punto di vista comune, situato al centro della cappella.
La loro funzione, scartate le ipotesi che le volevano raffigurazioni simboliche o pura decorazione, è forse da mettere in relazione con l'architettura generale della cappella, quasi a fingere quel transetto mai realizzato che venne però raffigurato nella scena del "dono" all'interno del Giudizio universale. 

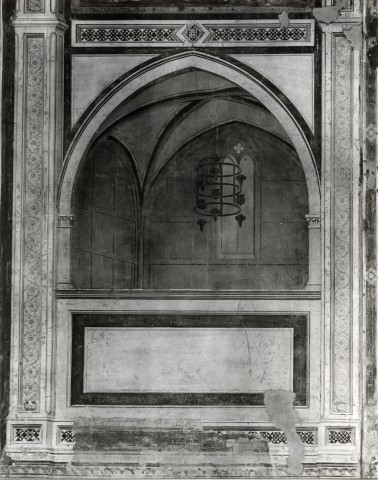
Il coretto sinistro